# Gdańsk Matarnia
Gdańsk Matarnia – przystanek Pomorskiej Kolei Metropolitalnej, na wysokości ok. 135 m n.p.m., gdańskiej dzielnicy Matarnia.

## Ruch pasażerski
| Rok  | Wymiana pasażerska na dobę |
| ---- | -------------------------- |
| 2017 | 100-149                    |
| 2022 | 300-499                    |

W trakcie projektowania do 2011 przystanek nosił roboczą nazwę „Budowlanych”, zmienioną później w wyniku plebiscytu na „Matarnia”.
W 2021 na nasypie w rejonie stacji zainstalowano panele fotowoltaiczne, zapewniające roczną produkcję ok. 100 MWh energii elektrycznej. 